# 니시 히로노리
니시 히로노리(일본어: 西 弘則, 1987년 2월 25일 ~ )는 일본의 전 축구 선수이다.

## 구단 경력
그는 2009년부터 2019년까지 J리그의 로아소 구마모토, 오이타 트리니타, 카마타마레 사누키에서 활동하였다.